# Joseph Plateau

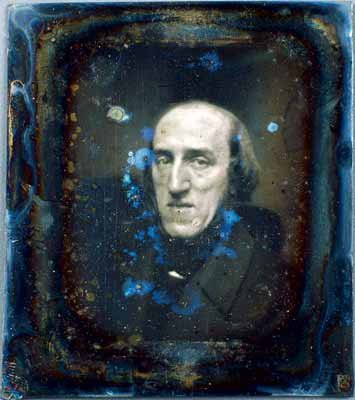
Joseph Plateau.

Plateaus animerade ormar Phenakistoskopet.

Joseph Antoine Ferdinand Plateau, född 14 oktober 1801 i Bryssel, död 15 september 1883 i Gent, var en belgisk fysiker.

## Biografi
Plateau studerade vid universitetet i Liège och doktorerade i fysik och matematik 1829. Han var sedan 1835 professor i fysik och tillämpad fysik vid universitet i Gent, och studerade främst optikens fysiologiska sida samt molekylarkrafterna. 
Ett 1829 utfört försök att studera verkningarna av ett 20 sekunders stirrande på middagssolen kan ha skadat hans synförmåga, och 1843 blev han fullkomligt blind. Blindheten kan också ha orsakats av druvhinneinflammation. Med hjälp av sina närmaste fortsatte han likväl oförtrutet sina specialstudier och utgav bland annat Statique expérimentale et théorique des liquides soumis aux seules forces moléculaires (1873).
Plateau är känd som uppfinnare av phenakistoskopet (1832), en apparat som kan återge bilder så de upplevs ge rörelse åt bildens motiv. Den påvisar ögats tröghet för att skapa rörlig bild, genom att hjärnan skapar övergången mellan olika stillbilder, och var ett viktigt steg på vägen till kinematografen. 

### Plateaus problem
Plateau studerade  fenomenen kapillärverkan och ytspänning. Det matematiska problemet med att det finns en minimal yta med en given gräns är uppkallad efter honom. Han genomförde omfattande studier av tvålfilmer och såpbubblor och formulerade Plateaus lagar som beskriver strukturer som bildats av sådana filmer i skum.